# Idaea lumaria
Idaea lumaria är en fjärilsart som beskrevs av William Schaus 1901. Idaea lumaria ingår i släktet Idaea och familjen mätare. Inga underarter finns listade i Catalogue of Life.